# Aki (cuirassé)
Pour les articles homonymes, voir Aki.
L'Aki (安芸) est un cuirassé de type semi-Dreadnought de la classe Satsuma construit pour la marine impériale japonaise dans les années 1900. Nommé d'après la province d'Aki, il fut le premier cuirassé à propulsion par turbines à vapeur.

## Historique
Lorsque la Première Guerre mondiale éclate en août 1914, l'Aki est en maintenance à l'arsenal naval de Kure. Après sa mise en service, il est affecté à la 1er escadre de cuirassés jusqu'en 1918, date à laquelle il est transféré dans la 2e escadre de cuirassés, ne participant à aucun combat. Le navire est désarmé à l'arsenal naval de Yokosuka en 1922, se conformant aux dispositions du traité naval de Washington. Rayé des listes le 1923 et converti en navire cible, le l'Aki est coulé par le croiseur de bataille Kongō et le cuirassé Hyūga dans la baie de Tokyo le 2 septembre 1924. Deux de ses tourelles de 10 pouces ont été installées comme batteries côtières sur l'île de Jōga-shima, pour protéger la baie de Tokyo pendant la Seconde Guerre mondiale,. 